# Света мученица Киријака
Света мученица Киријака, Киријака из Пјанела (... – 3. век) је била млада ранохришћанска мученица, поштована као светитељка.

## Житије
Киријака је била је била девојчица од дванаест или тринаест година, ћерка патрицијских племића; живео је у време царева Диоклецијана и Галерија у 3. веку, периоду у коме је нова хришћанска религија била строго забрањена у Римском царству, јер је исповедала веру у једног истинитог Бога, против свих паганских божанстава и проповедала братство и једнакост. свих људи.
Света Киријака, коју хришћанска традиција сматра девицом и мученицом, страдала је у огљу. Сахрањена је у Прискилиним катакомбама.
Њене мошти се данас чувају у цркви Сант'Антонио Абате ди Пјанела, у левој бочној капели испод олтара; са обе стране налазе се статуе друга два свеца заштитника града: Свети Силвестар и Свети Пантелејмон. До 1946. урна је остала испод главног олтара.